# Veronica vindobonensis
Veronica vindobonensis är en art bland grobladsväxterna som först beskrevs av Manfred A. Fischer. Den ingår i släktet veronikor, och familjen grobladsväxter. En underart finns: V. v. omninoglandulosa. Tidigare har arten dessutom klassats som en underart till teveronikan (Veronica chamaedrys).

## Bildgalleri

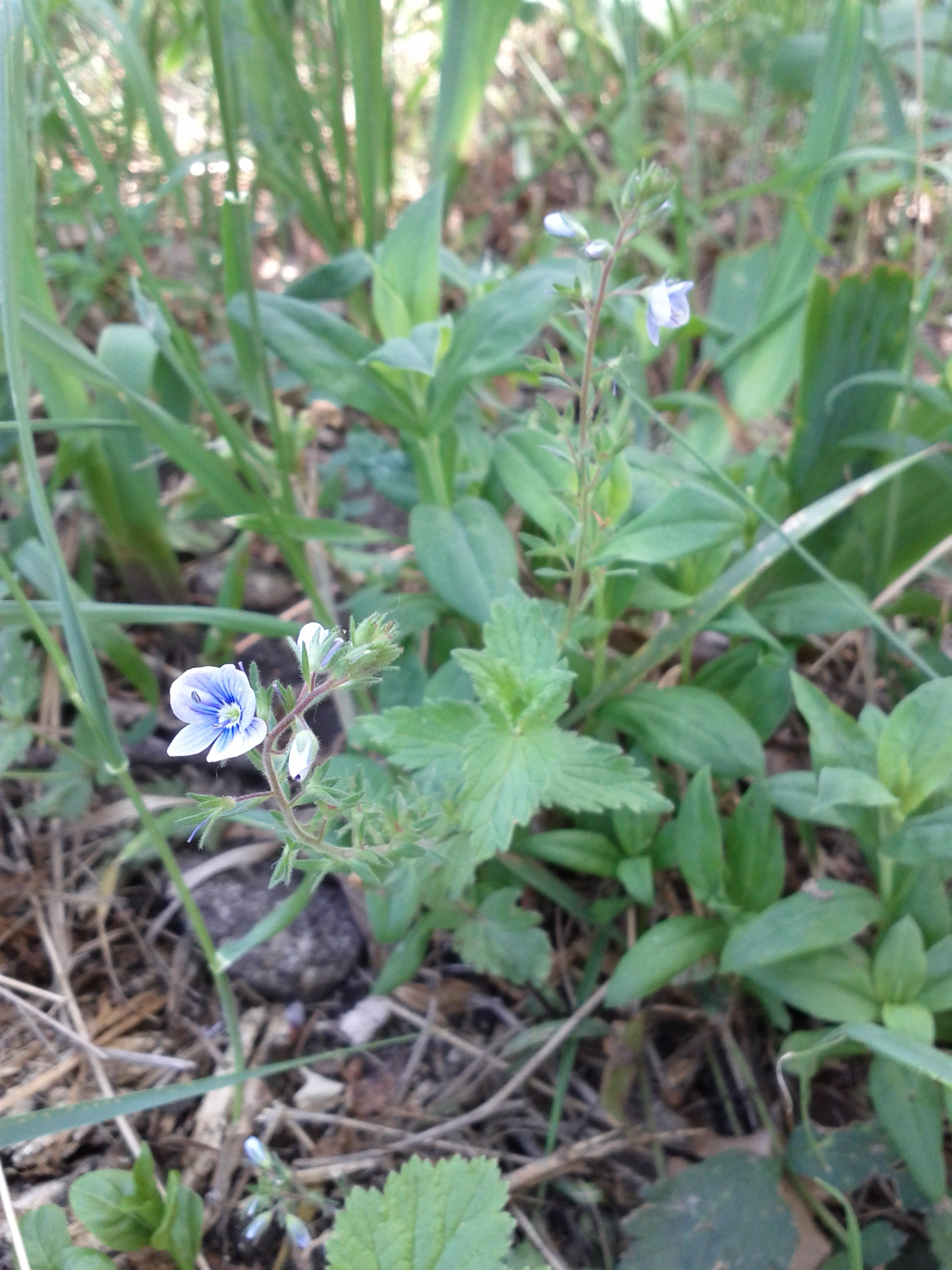
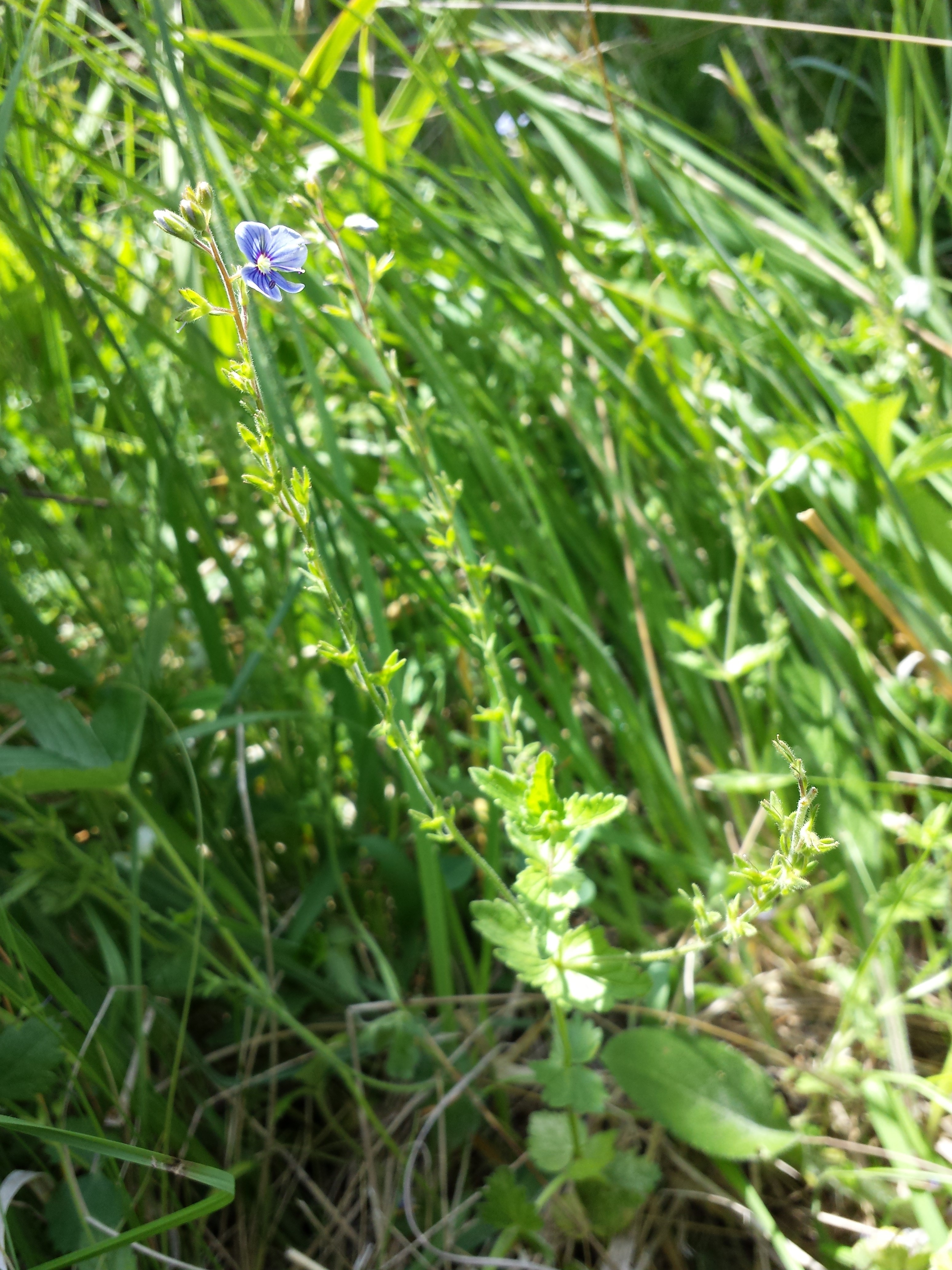